# خلية نخاعية وحيدة النواة
الخلية النخاعية وحيدة النواة أو النخاعية الوحيدة أو الخلية النقيية وحيدة النواة أو النقوية الوحيدة (بالإنجليزية: Myelomonocyte)‏ هي نوع من الخلايا يلاحظ في الابيضاض النخاعي الوحيدي المزمن (بالإنجليزية: chronic myelomonocytic leukemia)‏ وهي تحمل شبها لكل من الخلية النخاعية والخلية الوحيدة. وهي مشتقة من الوحدة المكونة لمستعمرة-الخلية الحبيبية والخلية الوحيدة. (بالإنجليزية: CFU-GM)‏